# Jing-cung
Císař Jing-cung (čínsky pchin-jinem Yīngzōng, znaky 英宗; 29. listopadu 1427 – 23. února 1464) vlastním jménem Ču Čchi-čen (čínsky pchin-jinem Zhū Qízhèn, znaky 朱祁鎮; Jing-cung bylo jeho chrámové jméno) byl císař vládnoucí čínské říši Ming v letech 1435–1449 a znovu od roku 1457.
Byl starším synem a nástupcem císaře Süan-te. Po převzetí vlády od nového roku byla vyhlášena panovnická éra „Správné vlády“, Čeng-tchung. Říši převzal prosperující a na vrcholu moci. Byl prvním dětským císařem dynastie Ming, rozhodující vliv u dvora získali vysocí hodnostáři: do roku 1442 nejvyšší postavení zaujímala Jing-cungova babička velká císařovna vdova Čang podporovaná „třemi Jangy“ (to jest velkými sekretáři Jang Š’-čchim, Jang Žungem a Jang Pchuem), poté císař naslouchal především eunuchovi Wang Čenovi.
Roku 1449 se na návrh Wang Čena osobně postavil do čela armády táhnoucí proti mongolskému vojsku Esena-tajši. V bitvě u Tchu-mu byla mingská armáda rozdrcena a císař upadl do zajetí. Vláda i země byly šokovány, dvůr nakonec reagoval povýšením císařova bratra Ču Čchi-jüa na trůn jako císaře Ťing-tchaje. Nyní již bývalý císař mezitím navázal dobré vztahy s Esenem a roku 1450 byl propuštěn.
Po návratu Jing-cunga do vlasti se jeho císařský bratr cítil ohrožen, přikázal mu k pobytu Jižní palác v Zakázaném městě a omezil jeho kontakty s vnějším světem na minimum. Fakticky se Jing-cung nacházel v domácím vězení. Začátkem roku 1457 císař Ťing-tchaj onemocněl, a protože neměl dědice (jeho jediný syn zemřel roku 1453), byl Jing-cung schopen zorganizovat palácový převrat, kterým se v únoru 1457 dostal opět k moci. Heslem a názvem éry jeho druhé vlády bylo „Poslušnost vůli nebes“, Tchien-šun. Následující měsíc Ťing-tchaj zemřel.
Jing-cung vládl ještě sedm let, než zemřel roku 1464, ve svých šestatřiceti letech. Císařský trůn poté zaujal jeho nejstarší syn Čcheng-chua.

## Dětství, nástup na trůn
Císař Jing-cung byl šestý panovník čínské říše Ming. Jeho vlastní jméno bylo Ču Čchi-čen, Jing-cung je jeho chrámové jméno, udělené mu posmrtně.
Ču Čchi-čen se narodil 29. listopadu 1427. Byl starším ze dvou synů mingského císaře Süan-teho. Jeho matkou byla jedna z císařových vedlejších manželek, paní Sun. Už 20. února 1428 byl jmenován korunním princem. V březnu téhož roku Süan-te paní Sun povýšil na císařovnu. Otec měl ze synova narození velkou radost, oblíbil si ho a zahrnoval láskou. Dbal i na jeho vojenskou přípravu, roku 1433 ministerstvo války na císařův příkaz během šesti měsíců sestavilo oddíl 7112 fyzicky zdatných 11–12letých mladíků, který princ dostal k dispozici jako jeho velitel. Začal se též učit čtení a psaní, jeho prvním učitelem byl nejspíše eunuch a bývalý pedagog Wang Čen.
Císař Süan-te zemřel 31. ledna 1435 po krátké, ani ne dvouměsíční, nemoci. Ču Čchi-čen byl při smrti otce ještě malý, sedmiletý, proto se objevil návrh dosadit na trůn dospělého Ču Čan-šana, knížete ze Siang, mladšího bratra Süan-teho. Podle čínského historika druhé poloviny 17. století Mao Čchi-linga Ču Čan-šana prosazovala velká císařovna vdova Čang, matka Ču Čan-šana a Süan-teho. Rychlá protiakce císařovny vdovy Sun zmařila povýšení Ču Čan-šana a vyústila v nastolení Ču Čchi-čena. Paní Čang si však udržela rozhodující roli v čele vlády.
Naproti tomu editoři Ming-š’, oficiálních dějin říše Ming dokončených roku 1739, císařovnu vdovu Čang zobrazili jako zastánkyni práv Ču Čchi-čena. Podle jejich verze k sobě povolala všechny tři velké sekretáře  – Jang Š’-čchiho, Jang Žunga a Jang Pchua – a zdůraznila, že její vnuk Ču Čchi-čen je nyní císařem. Nato sekretáři vyjádřili svou věrnost malému princi, následováni celým dvorem.
Po jmenování Ču Čchi-čena (jako císař je znám pod svým chrámovým jménem Jing-cung) císařem byla od čínského nového roku (tedy od 18. ledna 1436) vyhlášena nová panovnická éra „Správné vlády“, Čeng-tchung.

## Vláda císařovny vdovy Čang
Nástup Jing-cunga na trůn byl v souladu s pravidly – byl nejstarší syn zemřelého císaře a oficiálně jmenovaný korunní princ. Ale zákony zakladatele dynastie a říše Chung-wua zakotvily systém vlády založený na silném a iniciativním panovníkovi, který měl rozhodovat sám podle rad ministrů. Neexistovala žádná ustanovení ani precedenty, co dělat v případě dětského vládce. Nejvíce respektovanou a nejvýše postavenou osobou u dvora byla velká císařovna vdova Čang. Fakticky, byť ne formálně, se stala regentkou. Císařovna vdova Sun byla také občas konzultována, nicméně měla nižší status než její tchyně.
Paní Čang stanula v čele rady tří velkých sekretářů a tří eunuchů. Sekretáři byli „tři Jangové“: Jang Š’-čchi, Jang Žung a Jang Pchu; poslední byl velkým sekretářem od roku 1424, první dva už od roku 1402. Byli velmi zkušení, vysoce kompetentní, mocní a respektovaní. Trojice eunuchů – Wang Ťin, Fan Chung a Ťin Jing – stála v čele Ředitelství obřadů, nejvlivnějšího úřadu císařského paláce. Všichni zastávali svá postavení už za předešlého císaře. Mezi velkými sekretáři a vedoucími eunuchy zaujala císařovna vdova roli arbitra. Nelegální vyřazení císaře z rozhodování ospravedlnil úspěch vlády zkušených státníků (především tří Jangů); na politickou stabilitu těchto let se pozdější generace ohlížely jako na zlatý věk.
Učitelem, vychovatelem a důvěrníkem císaře byl eunuch Wang Čen. Wang Čen pocházel ze severočínské provincie Šan-si (stejně jako paní Čang) a jako třicátník byl výrazně mladší než ostatní členové císařské rady. Brzy vyšlo najevo, že mu císař bezmezně důvěřuje, jeho moc rostla a sekretáři museli začít počítat s jeho míněním. Paní Čang považovala vliv Wang Čena na císaře za nebezpečný, omezovala ho a roku 1437 Wangovi nařídila spáchat sebevraždu. Císař s podporou některých úředníků splnění příkazu zabránil.
Politická situace se začala měnit začátkem 40. let. Roku 1440 zemřel devětašedesátiletý Jang Žung, 8. června 1442 se císař oženil s paní Čchien, a od 18. listopadu 1442, několik dní před patnáctými narozeninami, začal přebírat vládu do svých rukou. O dva dny později zemřela císařovna vdova Čang.

## Převaha Wang Čena
Wang Čen měl nyní volnost. Nebyl bez talentu, přímý, pozorný, charismatický, ale časem namyšlený. Jeho moc byla založena v prvé řadě na osobním vlivu na císaře, který svého učitele nade vše ctil. Wang Čen byl i obratný politik. Získal si spojence – Sü Siho, později povýšeného na ministra války, velitele císařské gardy Ma Šuna i jeho zástupce a synovce Wang Šana, viceministra veřejných prací Wang Joua, později i ministra války Wang Ťiho (který dříve organizoval „dětskou armádu“ mladého císaře). S kontrolou nad císařskou gardou, kterou neváhal používat proti svým oponentům a jejíž součástí byla i zpravodajská služba, a vlivem mezi ministry Wang Čen snadno získal převahu. Zatímco za života paní Čang se držel zpátky, po její smrti začal vytlačovat velké sekretáře, nyní sedmdesátníky, z aktivní politiky. Jang Š’-čchi zemřel roku 1444, o dva roky později i Jang Pchu. Poté byl mezi velkými sekretáři silným mužem pouze Cchao Naj. Jeho kolega Ma Jü zůstal jen u rutinní práce a noví sekretáři jmenovaní koncem 40. let (Kao Ku, Čchen Sün a Miao Čung) nevybočovali z průměru a větší politický vliv neměli.
Zatím v provinciích získal definitivní podobu systém koordinátorů sün-fu, řídících „tři provinční úřady“ (civilní, vojenský a kontrolní). Fungovali ve všech provinciích kromě Fu-ťienu a v šesti z devíti pohraničních velitelství na severní hranici. Bezprostředním důsledkem zavedení koordinátorů sün-fu byl přesun velení nad vojsky v provinciích do civilních rukou, patrně jako důsledek úpadku kvality dědičného důstojnictva.
Dvůr nezapomínal ani na kulturu. Za panování Jing-cunga bylo dokončeno znovuvydání souborů děl buddhistických a taoistických klasiků. A sice roku 1440 buddhistické kolekce Ta-cang-ťing (大藏經) sestávající z 6361 tüanů („svazků“) v 636 knihách, ke které císař napsal předmluvu. Roku 1445 byla vydána taoistická sbírka Čen-tchung tao-cang (正統道藏) v 481 knihách o 5305 tüanech. Roku 1443 vyšlo i dílo o morálních vzorech Wu-lun šu (五倫書, O pěti vztazích) o 62 tüanech. Roku 1443 císař napsal předmluvu k novému vydání sungského díla o akupunktuře Tchung-žen šu-süe čen-ťiou tchu-ťing (铜人腧穴针灸图经) ve 3 tüanech. Práce obsahovala text a ilustrace vyryté do kamene a bronzovou sochu s 360 akupunkturními body. Ilustrace a socha, původně vytvořené za dynastie Sung, byly erodované a zašlé, proto bylo zhotoveno obojí nově.

## Hospodářství a finance

### Hospodářský pokles
Od poloviny 30. let 15. století začalo na severní polokouli šedesátileté chladné období, zhoršené občasnými záplavami a suchem, které přineslo neúrody, následované hladomory a epidemiemi. Také Čínu v druhé polovině třicátých let a v letech čtyřicátých postihla vlna přírodních katastrof. Záplavy střídalo sucho, epidemie a hladomory. Roku 1448 Žlutá řeka protrhla hráze a vody si našly cestu do moře v dnešním severním Ťiang-su, následující rok při dalším protržení hrází se část toku Žluté řeky vlila do řeky Kuo a pak Chuaj-che a vyústila do moře v jižním Ťiang-su. Záplavy pokračovaly i v 50. letech. Změny toku Žluté řeky ohrožovaly i zásobování Pekingu.
Vláda se snažila obětem pomáhat a odpouštěla daně ve velkých objemech, zejména za života císařovny vdovy Čang, vždy projevující starost o strádající lid. Přesto rostla nespokojenost obyvatelstva. Jejím zdrojem byl systém povinných prací, místy neúnosně zatěžující poddané. Řemeslníci se vyhýbali požadavkům státu, rolníci opouštěli půdu, až v některých okresech zůstala jen polovina obyvatelstva, naopak bandité a tuláci se množili.
Hospodářský pokles v Číně od začátku 40. let do poloviny 60. let 15. století vedl k omezení produkce porcelánu, zejména exportního. K rozvoji výroby nepřispěl ani císařův zákaz soukromého prodeje modrobílého porcelánu z roku 1439, který byl motivován ochranou státního monopolu. V lednu 1448 byl příkaz opakován a zpřísněn, panovník tehdy zakázal komukoliv v Žao-čou (kde leží Ťing-te-čen, slavný svým porcelánem) vyrábět pro soukromý prodej kromě modrobílého i porcelán jiných barev (žlutý, purpurový, červený, zelený, tmavomodrý i světlemodrý). Zákazy byly patrně jednou z příčin vzácnosti porcelánu ér Čeng-tchung, Ťing-tchaj a Tchien-šun (tj. období 1436–1464).
Na výše zmíněné ekonomické problémy, ke kterým přistoupily ještě boje na jihozápadě ve 30. a 40. letech, a s nimi spojený pokles těžby v tomto na rudy bohatém kraji, reagovali „tři Jangové“ snížením státních výdajů. Zrušili zámořské expedice a omezili oficiální zahraniční obchod. Úsporná opatření přijímali tím snáze, čím více zasáhla ekonomické základy moci eunuchů z císařského paláce, konkurenční skupiny v mocenském boji. Právě eunuchové se podíleli na námořních expedicích a byli zainteresování v těžbě stříbra, také v polovině 30. let omezované.

### Peníze – uznání stříbra
Koncem éry Süan-te vláda uznala neúspěch v prosazování státovek pao-čchao jako hlavního platidla a začala tolerovat stříbro. Guvernér Nan č’-li Čou Šen zavedl roku 1433 v prefekturách nejvíce zatížených daněmi placení pozemkové daně ve stříbře místo v rýži. Od roku 1436 byli placeni ve stříbře důstojníci pekingské posádky. Téhož roku byla pozemková daň v Nan č’-li, Če-ťiangu, Ťiang-si a Chu-kuangu také převedena na stříbro; přechod byl doprovázen snížením daně. Podle historika Ray Huanga šlo o ústupek jižním pozemkovým vlastníkům a obrat od Chung-wuovy politiky potlačování vlivu bohatých statkářů. Jiný historik Richard Von Glahn se přiklání k mínění, že šlo o pokus vytáhnout stříbro boháčů z jejich pokladnic. Současně vláda omezila těžbu stříbra na minimum.
Poté, co ve vládě převážil vliv Wang Čena, eunuchové prosadili znovuotevření stříbrných dolů pod jejich dohledem. Avšak nízká produktivita těžby v kombinaci s vysokými požadavky dozorujících eunuchů vedla k sérii hornických povstání ve Fu-ťienu, Če-ťiangu a Ťiang-si. Po zajetí císaře Jing-cunga ve válce s Mongoly roku 1449 nová vláda těžbu opět omezila, po návratu Jing-cunga k moci roku 1457 byla omezení rušena, nicméně výnosy z těžby zůstaly nízké.
Poté, co vláda připustila platby ve stříbře, státovky rychle ztratily veškerou přitažlivost, k velkému zklamání státníků. Od 30. let 15. století prakticky vymizely z užívání, stát jimi v omezené míře vyplácel zaměstnance, a stahoval je zpět jako povinné platidlo obchodních poplatků. Nicméně tyto malé objemy transakcí byly relativně izolované od ekonomiky země. Stříbro však nepostačovalo potřebám trhu, používalo se ve velkých platbách a placení daní, ale pro drobné platby ve městech měly neochvějnou pozici měďáky.

### Uzavření státních mincoven
Roku 1436 ministr daní neúspěšně navrhl vykoupení starých státovek a jejich nahrazení novými krytými stříbrem. Současně (kolem poloviny 30. let) vláda začala tolerovat užití mincí v obchodě, i když jejich zákaz patrně nebyl důsledně vynucován ani dříve. Oficiálně bylo užívání mincí povoleno až roku 1436, jako odpověď na petici jednoho prefekta z Kuang-si. Současně však, roku 1433 či 1436, vláda zastavila výrobu mincí.
S uzavřením mincoven se postupem doby prohluboval nedostatek mincí. Na poptávku po mincích reagovali podnikatelé jejich soukromou ilegálními výrobou. Nespokojení úředníci v Pekingu je nebyli schopni potlačit, obnovit státní výrobu mincí se však neodhodlali.
Ve velkých městech severu, zejména Pekingu, mince převládaly v obchodu po celé 15. století, což dávalo příležitost úředníkům žehrat na ně jako na příčinu selhání státovek. Roku 1447 bylo tažení proti mincím náhle obnoveno, v reakci na výzvu guvernéra Pej č’-li, který přisoudil selhání státovek výlučnému užití mincí v obchodu Pekingu a měst na Velkém kanále. Přes opačné snahy jeho nástupce ministerstvo daní udrželo zákaz mincí až do roku 1453. Od poloviny 50. let 15. století začaly soukromé mince z Ťiang-nanu vytlačovat Jung-leho mince z pekingských trhů. Občas se objevující návrhy bojovat se soukromou mincí otevřením státních mincoven byly odmítnuty, sítě ilegálních mincoven proto prosperovaly. Soukromé mince byly horší kvality, s příměsí cínu nebo železa, nicméně vzácnost starých mincí nedávala obchodníkům na výběr a používali je, byť je brali za polovinu až třetinu nominální hodnoty. Někteří však nebrali žádné mingské mince, jiní se omezili na stříbro. Nedostatek měny vedl v částech Jün-nanu, Kuej-čou, S’-čchuanu, Ťiang-si, Chu-kuangu, Šen-si a Šan-si k návratu k směnnému obchodu.
Mingské soukromé ražby prostřednictvím obchodních vazeb odplývaly i do zahraničí. Paradoxně, zde byly přijímány jako platidlo i oficiálně, přestože v Číně je vláda zatvrzele odmítala uznat. Uzavření mincoven vyvolalo problémy od Japonska po Jávu. Zejména Japonsko, které nerazilo mince od 10. století, bylo na jejich dovozu z Číny závislé. Přerušení dodávek v první třetině 15. století bolestně ovlivnilo japonskou ekonomiku a mělo i politické následky, rozpad Japonska na soupeřící panství v období Sengoku.

## Boje na jihu

### Válka na jihozápadě
Na jihozápadních hranicích říše Ming v první čtvrtině 15. století zesílil jeden ze šanských států – Mong Mao (čínsky Lu-čchuan), kterému od roku 1413 vládl ambiciózní S’ Jen-fa. Od roku 1436 začal ohrožovat i mingské pozice v oblasti. Vojenský velitel Jün-nanu Mu Šeng dostal roku 1438 rozkaz zaútočit na něj s armádou odvedenců z Kuej-čou a Chu-kuangu. Mingská armáda nepřítele zprvu porážela, ale pak se projevily problémy se zásobováním a navíc čínští vojáci jen těžce snášeli nezvyklé subtropické klima. Oslabená mingská armáda utrpěla roku 1440 těžkou porážku.
Wang Čen považoval daňovou politiku císařovny vdovy Čang za příliš shovívavou a ve válce viděl příležitost ke zvýšení státních příjmů. Prosadil proto nové tažení. Do Jün-nanu byly vyslány posily ze S’-čchuanu, Kuej-čou a Chu-kuangu a začátkem roku 1441 byl celkovým velením pověřen ministr vojenství Wang Ťi. Wang Ťi byl zkušený civilní úředník, od roku 1435 zastával úřad ministra vojenství. V lučchuan-pchingmienských válkách velel druhému až čtvrtému tažení v letech 1441–1449. Bylo to poprvé v historii říše Ming, kdy se dostalo vrchní velení vojsk civilistovi. Pod jeho vedením padesátitisícová mingská armáda porazila Šany. S’ Jen-fa padl do zajetí barmského státu a mingského spojence Avy. Území Lu-čchuanu Číňané rozdělili a předali jiným šanským státům. Wang Ťi byl za odměnu povýšen na hraběte z Ťing-jüan, jeho zástupce Sü Si ho vystřídal na ministerstvu vojenství. Kritika, že zdroje potřebné na severu jsou odčerpávány na jihu, byla potlačena.
Válka pokračovala v letech 1443–1444 a 1445, kdy mingské oddíly neúspěšně bojovaly s Avou. Další tažení proběhlo v letech 1448–1449. Tehdy Číňané společně s Avou porazili S’ Jen-faova syna S’ Ťi-faa sídlícího v Mong Jangu západně od řeky Iravádí. Vítězství oslavil Jing-cung v březnu 1449.
Války natrvalo upevnily mingskou moc v Jün-nanu, byť za cenu značných nákladů. Místní vládci uznávali mingskou svrchovanost a posílali do Pekingu tribut až do 16. století. Vnitropoliticky byly úspěchem Wang Čena, posílily jeho prestiž a reputaci státníka, i když finanční rezervy a zkušení generálové poté chyběli na severní hranici.

### Povstání na jihovýchodě
Na růst poptávky po stříbře vyvolaný zavedením plateb některých daní ve stříbru roku 1436 vláda o dva roky později reagovala uzavřením stříbrných dolů a zákazem drobné těžby stříbra na pomezí Če-ťiangu a Fu-ťienu. V přelidněném regionu s množstvím nezaměstnaných bylo legálních možností obživy pomálu a tak těžba stříbra pokračovala ilegálně. Roku 1447 se vůdce jedné skupiny horníků těžících stříbro v horách mezi Če-ťiangem a Fu-ťienem otevřeně vzbouřil a začal shromažďovat stoupence a organizovat armádu.
O něco později se ve vnitrozemí Fu-ťienu představitelé místní samosprávy, bratři Teng Mao-čchi a Teng Mao-pa, postavili proti vykořisťování nájemců. Nájemci na statkářích požadovali zrušení plateb nad rámec nájemních smluv. V březnu 1448 se bratři Tengové vzbouřili a začali dobývat jeden okres za druhým. Vláda se snažila situaci uklidnit, odpustila nezaplacené daně a potvrdila obyvatelstvu v regionu tříletou výjimku z povinných prací. Radikálnější část rebelů se však nevzdala a jejich síla dosáhla několika set tisíc mužů. Místní domobrana se s nimi nebyla schopna vypořádat a tak vláda v září 1448 vyslala na jihovýchod padesátitisícovou armádu.
Vojáci koncem roku 1448 na pomezí Fu-ťienu a Ťiang-su porazili povstalé horníky, v únoru 1449 zajali bratry Tengy a v květnu 1449 porazili hlavní síly jejich nástupce. Hornickou vzpouru zlikvidovali do srpna 1449. Rozptýlené zbytky fuťienských rebelů byly rozprášeny do roku 1452. Podle japonského historika Tanaky Masajošiho byla vzpoura bratří Tengů první čínské rolnické povstání namířené proti třídním vztahům na vesnici.
Úspěchy na jihovýchodě a jihozápadě patrně vedly císaře k přeceňování síly mingských vojsk a ochotě se osobně postavit do čela armády.

## Problémy na severu

### Vztahy s Mongoly
Mongolové byli rozděleni mezi Urianchajce na jihovýchodě, východní Mongoly (či Tatary) na východě a Ojraty na západě. Poté, co vůdce východních Mongolů Arughtaj padl roku 1434 v bitvě s Ojraty, získali Ojraté v Mongolsku převahu a jejich náčelník Toghon oženil svou dceru s mladým chánem (východních) Mongolů Togto Bukou. Po Toghonově smrti 1440 zdědil vládu nad Mongolskem jeho syn Esen, Esen byl ambicióznější než jeho otec, v letech 1443 a 1445 zaútočil na Chami, významné město na cestě z Číny do střední Asie nedaleko čínských hranic, a roku 1448 si ho podřídil. Pokoušel se také přetáhnout na svou stranu mongolské oddíly mingské armády v západním Kan-su. Na východě jeho moc dosahovala až k hranicím Koreje. V Pekingu sjednocení Mongolska oponenti Wang Čena vnímali jako hrozbu.
Mongolové měli ve vztahu s Čínou zájem hlavně na svobodném obchodu – na výměně koní za čaj, hedvábí a luxusní zboží. Ti Mongolové, kteří žili podél hranic a pokoušeli se uživit zemědělstvím žádali mingské úřady o podporu. Mingská vláda ovšem výměnu čaje za koně rozvinula ne na hranicích s Mongoly, ale v Kan-su s kmeny v dnešním Čching-chaji, kde každé tři roky směnila milión ťinů (258 tun) čaje za 14 tisíc koní. Obchod s Mongoly mingské úřady omezovaly a regulovaly. Byl ziskový a kontroloval ho Wang Čen prostřednictvím sítě eunuchů-pověřenců v pohraničních městech.
S postupujícím růstem moci Esena rostla i jeho potřeba zboží, až Číňané začali protestovat proti příliš velkému počtu přicházejících Mongolů. Do Ta-tchungu, hlavního obchodního střediska, přicházelo koncem 40. let až dva tisíce Mongolů ročně. Tak velké skupiny ozbrojených jezdců už představovaly bezpečnostní problém. Nevraživost a obavy mingských úřadů rostly a tak roku 1449 Mongolové dostali jen pětinu požadovaného zboží. Rozhodli se vzít si ho silou. Bezprostřední záminkou k válce bylo odmítnutí Esenovy žádosti o císařskou princeznu pro jeho syna.

### Obrana severovýchodu
Stav obrany severních hranic se po Jung-leho smrti postupně zhoršoval. Klesala kvalita výcviku i výzbroje a výstroje. Vojáci pekingské posádky byli využíváni při výstavbě vládních i soukromých budov. Velká zeď tehdy ještě nestála, hranici střežily pouze hlídkové prapory. Podle plánů měly zadržet nepřítele na hranicích, dokud nedorazí hlavní síly. Ty byly umístěné ve třech opevněných městech – Süan-fu, Ta-tchungu a Pekingu. V každém bylo umístěno několik desítek tisíc mužů; nejvíce, 160 tisíc, v Pekingu. Zálohy sestávaly z posádek rozptýlených v severovýchodní Číně (v Pej č’-li, Šan-tungu a Che-nanu). Ale protože Süan-fu bylo jen necelých 200 km od Pekingu, obranný systém neměl hloubku a předpokládal rychlou a rozhodnou reakci na útok.

### Tchumuská krize
V létě 1449 se na severní hranici šířil neklid. Dne 20. července přišla zpráva o mongolském nájezdu v čele s Esenem. Císař rozkázal čtyřem generálům a 45 tisícům vojáků pekingské posádky postoupit do Ta-tchungu a Süan-fu a strážit hranici. Dne 30. července došla do Pekingu zpráva, že Mongolové zaútočili na Ta-tchung v rámci rozsáhlé invaze. Jing-cung bez konzultací s vládou 1. srpna přikázal zmobilizovat pekingskou posádku a rozhodl se, že osobně povede tažení proti Mongolům. Proti Jing-cungově účasti na výpravě zprvu protestovali ministr vojenství Kchuang Jie a jeho zástupce Jü Čchien, poté jménem řady znepokojených úředníků i ministr státní správy Wang Č’. Účast císaře považovali za nepřijatelně riskantní dobrodružství. Jing-cung se však opíral o precedenty – všichni dosavadní mingští panovníci, kromě Ťien-wena, osobně vedli armády do boje.
Dne 3. srpna pověřil svého mladšího bratra Ču Čchi-jüa prozatímní správou Pekingu a 4. srpna vyrazil z Pekingu. Do Süan-fu přibyl po sedmi dnech, zdržen bouří. Na tažení císaře doprovázelo na 20 zkušených generálů, vesměs držitelů šlechtických titulů, a stejný počet vysoce postavených úředníků, doprovázených stovkami níže postavených hodnostářů. Počet zmobilizovaných vojáků není znám, obvykle je uváděno půl miliónu, což je ale přehnaný odhad jednoho soudobého zdroje, skutečný počet byl výrazně nižší. I za optimálních podmínek by bylo obtížné armádu zásobovat, jednotky však byly narychlo shromážděné, špatně připravené a nekompetentně vedené. Mnozí z císařova okolí ho prosili, aby se vrátil, ale Wang Čen radil pokračovat. Ta-tchungu císař dosáhl 18. srpna. Na cestě zemřelo více vojáků hlady než v důsledku srážek s mongolskými oddíly. O dva dny později Jing-cung vydal příkaz k návratu. V Süan-fu se 30. srpna dozvěděl, že zadní voj byl Mongoly poražen a pomocný oddíl 40 tisíc mužů zcela zničen. Další večer se utábořil v poštovní stanici Tchu-mu, bez zdroje vody.
Ráno 1. září dvacet tisíc Mongolů zaútočilo a mingskou armádu rozdrtilo. Hladoví a žíznící mingští vojáci prakticky nekladli odpor. Zachránilo se jen několik hodnostářů, zahynul Wang Čen, dva vévodové, dva markýzi, pět hrabat, několik generálů a stovky úředníků. Později po znovuobsazení oblasti v ní mingské oddíly posbíraly desítky tisíc střelných zbraní a zbrojí a mnoho dalšího vybavení. Mongolové překvapení vlastním úspěchem se pokusili využít zajatého císaře k obsazení Süan-fu a Ta-tchungu, ale neuspěli. Neuspěli ani při pokusu o dobytí Pekingu a listopadu 1449 se vrátili do stepi. Mingská vláda obnovila hranici, ale nepodnikla žádnou útočnou akci.

## V zajetí a pekingské izolaci
Poté, co zpráva o zajetí císaře dospěla do Pekingu, Jing-cungova matka, císařovna vdova Sun, přikázala prohlásit císařova dvouletého syna Ču Ťien-šena korunním princem s tím, že císařův bratr Ču Čchi-jü bude spravovat zemi. Úředníci požadovali potrestání stoupenců Wang Čena, podle nich zodpovědného za katastrofu. Ču Čchi-jü odmítl, načež úředníci v hněvu dva Wangovy spojence ubili holemi k smrti. Na naléhání Jü Čchiena poté Ču Čchi-jü souhlasil s konfiskací Wang Čenova jmění a popravou příbuzných. Jü Čchien se stal ministrem války a stabilizoval situaci, když zorganizoval obranu Pekingu pomocí nové armády. Zatím 17. září Ču Čchi-jü nastoupil na trůn jako císař Ťing-tchaj. Zajatého bratra prohlásil bývalým císařem (太上皇帝, tchaj-šang chuang-ti, doslova „nejvyšší císař“).
Nový Ťing-tchajův režim se snažil zdiskreditovat selhavšího bývalého vládce. Pohraniční velitelé byli upozorněni, že s ním nemají navazovat kontakt. Esen nabídl jeho propuštění a vyslal do Číny dvě delegace dohodnout okolnosti excísařova návratu, ale podařilo se mu Jing-cunga vrátit až v září 1450. V zajetí císař zůstal dvanáct a půl měsíce, Ojraté se k němu chovali korektně a do Číny se vrátil jako jejich přítel.
Vláda úředníkům zakázala Jing-cunga uvítat, 20. září ho Ting-tchaj přivítal u brány Zakázaného města a přidělil mu k ubytování palác Nan-čcheng na jihovýchodě Zakázaného města. Zde Jing-cung strávil následujících šest a půl roku, prakticky jako vězeň. Žily tam s ním jeho manželky; narodili se mu tehdy tři synové (pátý až sedmý). Zásobování však bylo ubohé. Každoročně o Jing-cungových narozeninách úředníci žádali o povolení pogratulovat mu, vláda vždy odmítla.
Náhle v noci 11. února 1457 ticho Nan-čchengu přerušili vojáci, kteří vyrazili bránu, vtrhli do budovy, oznámili excísaři, že je opět císařem a přivedli ho do trůnního sálu. Puč připravila malá skupinka v čele s eunuchem-generálem Cchao Ťi-siangem a generály Š’ Chengem, Čang Jüem a stratégem Sü Jou-čenem. Vpád do Nan-čchengu provedlo 400 mužů, vesměs Mongolů. Později se zapojilo celkem 2800 mužů, přičemž jedna polovina provázela císaře a druhá obsadila strategická místa Pekingu. S Jing-cungem se spiklenci spojili dva dny předem (podle jiné verze byl převrat pro něj překvapením).

## Druhá vláda
Organizátory puče císař vyznamenal a povýšil. Jakmile si však upevnil pozici v čele vlády, postupně je jednoho po druhém odstavil. Sü Jou-čena odvolal v srpnu 1457, Š’ Cheng zemřel ve vězení v únoru 1460, Cchao Ťi-siang byl i s rodinou popraven pro zradu v srpnu 1461. Naopak bezprostředně po uchopení moci právě tito muži organizovali čistky Ťing-tchajových stoupenců, podezíraných z neloajality vůči novému režimu, přičemž mnozí byli popraveni nevinně, například Jü Čchien. Také sesazený císařův bratr byl nejspíše uškrcen a jeho památka haněna. Naopak Wang Čenovi se dostalo oficiálního pohřbu, sochy v klášteře Č’-chua s’ a posmrtného jména Ťing-čung (旌忠, doslova „Vyznamenán za věrnost“). Kvůli čistkám byl režim Jing-cunga velmi nepopulární. Císař se pokusil vylepšit svůj obraz tím, že doplnil velký sekretariát všeobecně respektovanými učenci Süe Süanem a Li Sienem. Koncem června 1457 Š’ Cheng a Cchao Ťi-siang usoudili, že už nepotřebují spolupráci Sü Jou-čena (který vedl sekretariát), a prosadili jeho zatčení a vypovězení do Jün-nanu. Na protest rezignovali Süe Süan a ministr trestů Süan Ni.
Vzájemné obviňování a zatýkání vyústilo začátkem roku 1460 v smrt Š’ Chenga. Cchao Ťi-siang pak s adoptovaným synem Cchao Čchinem z obavy ze stejného osudu naplánovali vzpouru. Generál Cchao Čchin v čele jím vedených mongolských oddílů povstal v srpnu 1461. Bezprostředním důvodem vyhrocení situace byla smrt příslušníka císařské gardy vyšetřujícího Cchaovy ilegální obchodní transakce s Mongoly. Povstalecké jednotky vedené Cchaem zapálily západní i východní bránu císařského města (brzy po začátku bojů je uhasil déšť) a zabily několik ministrů, než je vládní oddíly donutily se vzdát. Po porážce vzpoury spáchal Cchao Čchin sebevraždu.
Po potlačení Cchaovy vzpoury se poměry ve vládě vrátily do klidných kolejí, sekretariát řídil Li Sien podporovaný Pcheng Š’em, vnějšímu dvoru pak dominoval ministr státní správy Wang Ao, který dbal na kvalitu úředníků. Vláda byla v následujících letech stabilní; ministři a velcí sekretáři zůstávali v úřadě do smrti nebo odchodu na odpočinek.
I tak v zákulisí propukaly ostré potyčky mezi rodáky ze severu a jihu Číny. Do roku 1449 byli zvýhodňováni seveřané, což kritici připisovali proseverskému zaujetí Wang Čena. Naopak za Ťing-tchaje v letech 1449–1457 udělali kariéru mnozí jižané. Po restauraci vliv rodáků z jihu klesl. Jing-cung totiž závisel na radách velkého sekretáře Li Siena, původem z Che-nanu, který byl považován za vůdce severní strany a zvýhodňoval seveřany při jmenováních.
Jing-cung ve svém druhém období aktivně řídil vládu, vstával brzy a denně se věnoval státním záležitostem a vyřizování korespondence. Byl soucitný a proto nedlouho před smrtí přikázal zrušení zvyku sebevražd konkubín po smrti jejich muže. Také (roku 1457) dal svobodu Ču Wen-kuejovi, synu císaře Ťien-wena (vládl 1398–1402), vězněnému v Nankingu od svržení jeho otce roku 1402.
Jing-cung zemřel po krátké nemoci 23. února 1464. Nastoupil po něm jeho nejstarší syn Ču Ťien-šen jako císař Čcheng-chua. Vztahy mezi Jing-cungem a Ču Ťien-šenem nebyly příliš dobré, otec pochyboval o synově způsobilosti k vládnutí a až velcí sekretáři v čele s Li Sienem ho přesvědčili, že má zachovat nástupnictví nejstaršího syna.

## Císařovny, potomci
Císař Jing-cung měl celou řadu manželek, titul císařovny nosila paní Čchien, se kterou se oženil roku 1442. Po smrti Jing-cunga nosila titul císařovna vdova Cch’-i, zemřela roku 1468. Císařovna Čchien zůstala bezdětná, proto po něm nastoupil Ču Ťien-šen, syn paní Čou, jedné z vedlejších manželek Jing-cunga. Paní Čou byla po nástupu svého syna na trůn obdařena hodností císařovny vdovy, ale přesto žárlila na paní Čchien. Zemřela roku 1504.
| Příjmení (titul) matky               | #  | Jméno                  | Narození – úmrtí                                            | Posmrtné jméno | Titul                                  | Udělení titulu             |
| ------------------------------------ | -- | ---------------------- | ----------------------------------------------------------- | -------------- | -------------------------------------- | -------------------------- |
| ∞ Čou (císařovna Siao-su)            | 1. | Ču Ťien-šen (朱祁鎮)   | 1447–1487                                                   | Čchun-ti       | korunní princ                          | 1449 (do 1452), znovu 1457 |
| ∞ Čou (císařovna Siao-su)            | 1. | Ču Ťien-šen (朱祁鎮)   | Po smrti Jing-cunga roku 1464 vládl jako císař Čcheng-chua. |                |                                        |                            |
| ∞ Čou (císařovna Siao-su)            | 6. | Ču Ťien-ce (朱見澤)    | 1455–1505                                                   | Ťien (簡)      | kníže z Čchung (崇王)                  | 1457                       |
| ∞ Wan (Ťing-čuang an-mu čchen-fej)   | 2. | Ču Ťien-lin (朱見潾)   | 1448–1517                                                   | Čuang (莊)     | kníže ze Žung (榮王) kníže z Te (德王) | 1452 1457                  |
| ∞ Wan (Ťing-čuang an-mu čchen-fej)   | 3. | Ču Ťien-š’ (朱見湜)    | 1449–1451                                                   |                |                                        |                            |
| ∞ Wan (Ťing-čuang an-mu čchen-fej)   | 7. | Ču Ťien-ťün (朱見浚)   | 1456–1527                                                   | Ťien (簡)      | kníže z Ťi (吉王)                      | 1466                       |
| ∞ Wan (Ťing-čuang an-mu čchen-fej)   | 8. | Ču Ťien-č’ (朱見治)    | 1458–1472                                                   | Mu (穆)        | kníže ze Sin (忻王)                    | 1466                       |
| ∞ Wang (Tuan-ťing an-che chuej-fej)  | 4. | Ču Ťien-čchun (朱見淳) | 1450–1453                                                   | Tao (悼)       | kníže ze Sü (許王)                     | 1452                       |
| ∞ Kao (Čuang-ťing an-žung šu-fej)    | 5. | Ču Ťien-šu (朱見澍)    | 1452–1472                                                   | Chuaj (懷)     | kníže ze Siou (秀王)                   | 1457                       |
| ∞ Wej (Kung-tuan čuang-chuej te-fej) | 9. | Ču Ťien-pchej (朱見沛) | 1462–1505                                                   | Čuang (莊)     | kníže z Chuej (徽王)                   | 1466                       |

| Příjmení (titul) matky               | #   | Titul                              | Narození – úmrtí | Sňatek            | Manžel             |
| ------------------------------------ | --- | ---------------------------------- | ---------------- | ----------------- | ------------------ |
| ∞ Čou (císařovna Siao-su)            | 1.  | princezna Čchung-čching (重慶公主) | 1446–1499        | 1461              | Čou Ťing (周景)    |
| ∞ Wang (Tuan-ťing an-che chuej-fej)  | 2.  | princezna Ťia-šan (嘉善公主)       | ?–1499           | 1466              | Wang Ceng (王增)   |
| ∞ Wan (Ťing-čuang an-mu čchen-fej)   | 3.  | princezna Čchun-an (淳安公主)      |                  | 1466              | Cchaj Čen (蔡震)   |
| ∞ Wan (Ťing-čuang an-mu čchen-fej)   | 5.  | princezna Kuang-te (廣德公主)      | ?–1484           | 1472              | Fan Kchaj (樊凱)   |
| ∞ Jang (Čuang-si tuan-su an-fej)     | 4.  | princezna Čchung-te (崇德公主)     |                  | 1489              | Jang Wej (楊偉)    |
| ∞ Wej (Kung-tuan čuang-chuej te-fej) | 6.  | princezna I-sing (宜興公主)        | ?–1514           | 1473              | Ma Čcheng (馬誠)   |
| ∞ Wej (Kung-tuan čuang-chuej te-fej) | 9.  |                                    |                  | zemřela v dětství | zemřela v dětství  |
| ∞ Kao (Čuang-ťing an-žung šu-fej)    | 7.  | princezna Lung-čching (隆慶公主)   | 1455–1479        | 1473              | Jou Tchaj (遊泰)   |
|                                      | 8.  | princezna Ťia-siang (嘉祥公主)     | ?–1483           | 1477              | Chuang Jung (黃鏞) |
| ∞ Fan (Kung-che an-ťing šun-fej)     | 10. |                                    |                  | zemřela v dětství | zemřela v dětství  |